# Bloemenveiling Aalsmeer

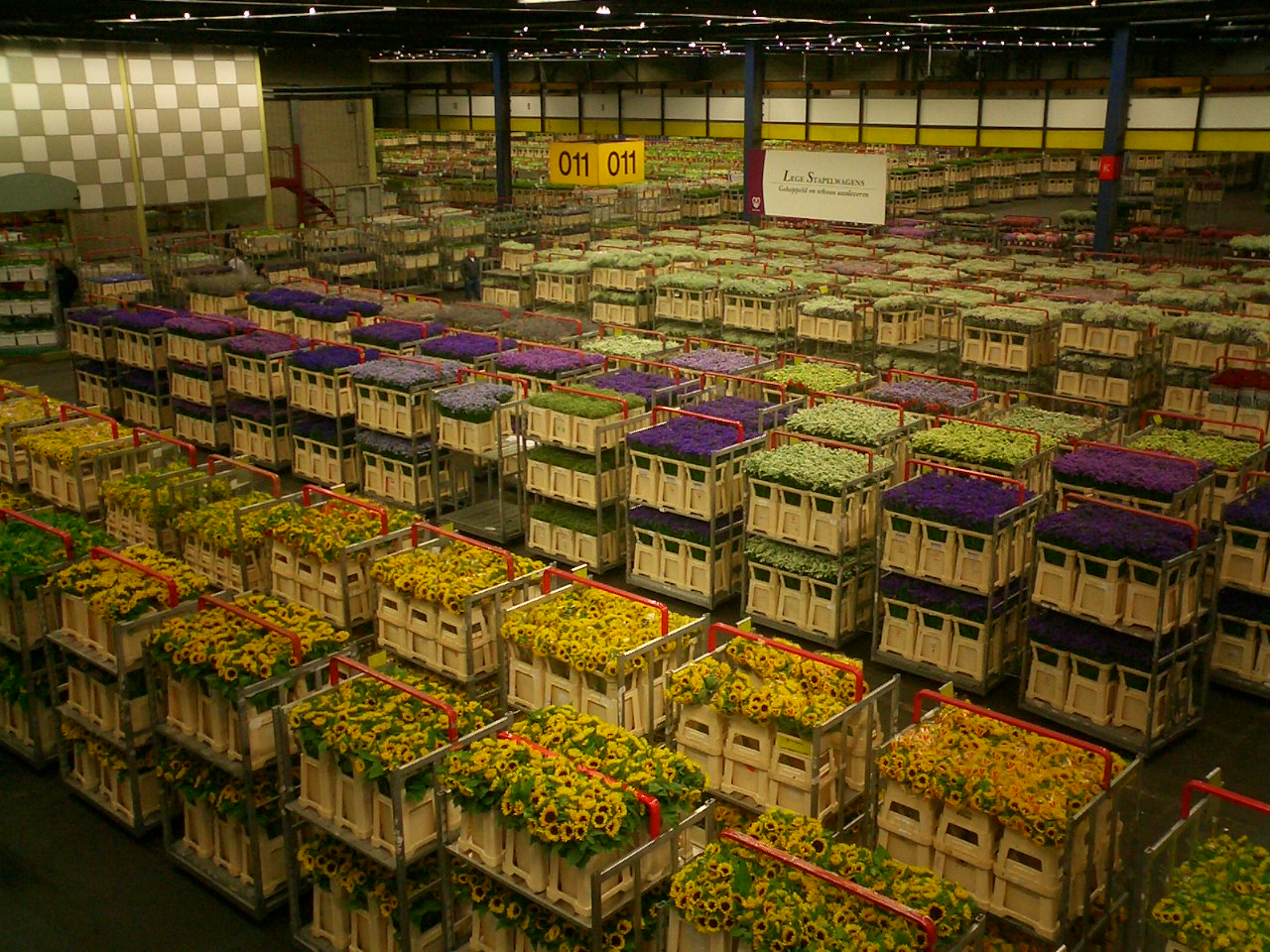
Un particolare della fiera

L'Asta dei fiori di Aalsmeer o Bloemenveiling Aalsmeer è la più grande asta floricola mondiale è situata ad Aalsmeer, nei Paesi Bassi dove le più importanti aziende di intermediazione floricola olandesi effettuano i loro acquisti direttamente dai produttori.
L'edificio della Bloemenveiling Aalsmeer è il più grande edificio commerciale al mondo, in termini di superficie occupata (99 ettari). Il 1º gennaio 2008 l'Asta ha effettuato la fusione col suo più grande concorrente, la Flora Holland del cui circuito fa parte.